# Révész Géza utcai stadion
A stadiont 1961-ben építették, jelenleg a BFC Siófok labdarúgócsapat otthona. Befogadóképessége 12 000 fő, ebből 2000 ülő-, 10 000 állóhely. A vendégszektor 1500 fő fogadására alkalmas. A világítás 1988 októberében készült el. A stadionon 2009-ben felújításokat végeztek, a nézőtérre kék székeket szereltek fel, illetve kicserélték az eredményjelzőt és a világítást. A nézőcsúcs 1995 nyarán egy Magyarország-Izrael válogatott barátságos mérkőzésen dőlt meg, 15 000 nézővel. A stadionban több barátságos válogatott, illetve nemzetközi kupadöntő meccset játszottak. A stadiont a legtöbben Bányász Stadionnak hívják.

## Válogatott mérkőzések a stadionban
| Dátum               | Kiírás     | Ellenfél                | Eredmény | Nézőszám |
| ------------------- | ---------- | ----------------------- | -------- | -------- |
| 1995. augusztus 16. | Barátságos | Izrael                  | 0–2      | 10.000   |
| 1996. augusztus 14. | Barátságos | Egyesült Arab Emírségek | 3–1      | 6.000    |
| 1997. augusztus 6.  | Barátságos | Málta                   | 3–0      | 8.000    |